# José Moragues
Josep Moragues y Mas (Sant Hilari Sacalm, Gerona, 1669 - Barcelona, 1715) fue un militar español que luchó en el bando austracista en la Guerra de Sucesión Española, a principios de 1714 se puso al servicio de los Tres Comunes durante la Campaña de Cataluña (1713-1714).

## Biografía
José Moragues y Sobrevía, que más adelante firmaría como José Moragues y Mas, nació en el Mas Moragues situado en San Hilario Sacalm. Terrateniente, por diversas circunstancias se vio involucrado en movimientos que tenían lugar en diferentes lugares de la zona en contra de las tropas francesas que a menudo invadían y ocupaban el territorio catalán.
Casado con Cecília Regàs, natural de Arbucias, por parentesco se relacionó con grupos de Osona que tenían problemas de todo tipo con la gente de la comarca y que solían acabar de manera violenta. Posteriormente trabó relación con los denominados vigatans (vigitanos), habitantes de la Plana de Vich que mostraban una fuerte oposición a las continuas incursiones del ejército francés.
Este sentimiento antifrancés fue determinante en el rechazo hacia el rey Felipe V, heredero de Carlos II, que, no obstante, había sido reconocido como soberano por las Cortes de Cataluña celebradas en Barcelona en 1701. Este rechazo se tradujo en una creciente simpatía hacia la candidatura del archiduque Carlos de Austria.
José Moragues, junto con otros catalanes partidarios del archiduque, fue uno de los firmantes del Pacto de la capilla de San Sebastián, precedente del pacto de Génova, compromiso de los catalanes para aportar seis mil hombres armados cuando los ingleses volvieran a desembarcar en Barcelona (1705). De esta manera, los vigitanos tomaban una posición opuesta a la de los borbónicos, conocidos como botiflers, conduciendo al estallido del conflicto bélico. 
José Moragues se destacó en la lucha en diferentes acciones y fue adquiriendo un considerable prestigio; hasta 1707 formó parte del Regimiento de las Reales Guardias Catalanas, regimiento de élite catalán del ejército austracista. Pronto ascendió en el escalafón militar llegando a general de batalla, el grado más importante de todos los combatientes catalanes. A inicios del 1707 fue nombrado gobernador de Castellciutat, fortaleza militar de Seo de Urgel, que protegía la zona fronteriza de las penetraciones de los franceses. En esta época se sitúa su nuevo casamiento, con Magdalena Giralt, natural de Sort (actual provincia de Lérida). 
La guerra tuvo diferentes alternativas pero, tras la derrota de Almansa (1707) donde las tropas francoespañolas vencieron a las confederadas del resto de Europa, la ventaja de las tropas borbónicas fue ya manifiesta, pese a que se producirían nuevos ataques hacia el centro de la Península y, por lo tanto, el conflicto fue adquiriendo un cariz contrario a los intereses de archiduque Carlos de Austria (Carlos III). Sin embargo, cuando el archiduque fue nombrado emperador de Austria en 1711, tras la muerte de su hermanastro, la situación cambió radicalmente porque ahora eran los ingleses los más interesados en finalizar la guerra ante el poder que podía llegar a tener el nuevo emperador. 
El Tratado de Utrecht (1713) suponía que ingleses, holandeses y austríacos rescindían la alianza creada contra Francia y Felipe V a cambio de concesiones territoriales. Los intereses de Cataluña, el único territorio junto a las Baleares que aún resistía en contra de Felipe V, no se tuvieron en cuenta pese a los compromisos adquiridos y firmados con los aliados. Los dirigentes austracistas optaron por seguir la lucha ante las pocas alternativas que se les presentaban para mantener el estatus anterior al conflicto.

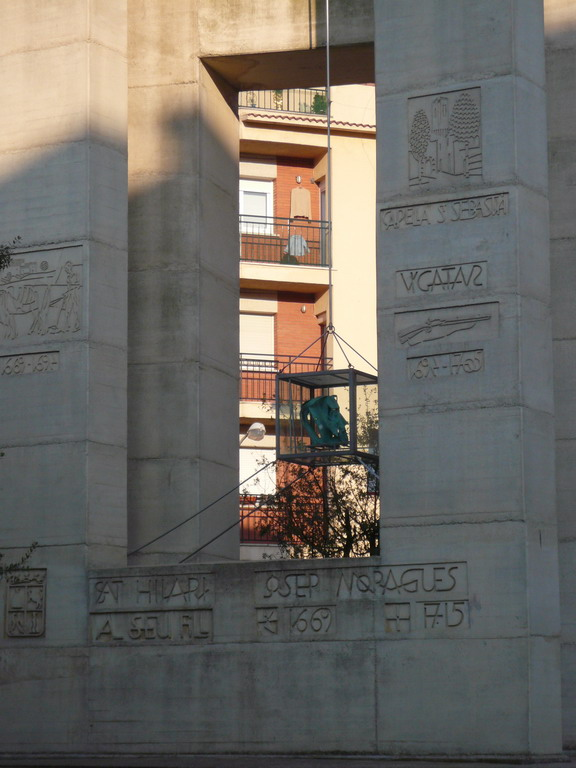
Monumento a José Moragues en San Hilario Sacalm.

El 1713, José Moragues rinde Castellciutat a las tropas borbónicas y se retira a Sort debido a una enfermedad (1713-1714). Volvería pronto a la lucha en las comarcas interiores de Cataluña y en Barcelona, que cayó el 11 de septiembre del 1714 ante las tropas del duque de Berwick. 
Acabada la guerra se retira con su familia a las posesiones de Sort, donde se mantiene alejado de la política. Al cabo de poco tiempo es reclamado por el capitán general en Barcelona, donde se le requisa toda la documentación y se le pone bajo vigilancia. Temiendo ser arrestado intenta embarcarse clandestinamente hacia Mallorca, que aun luchaba contra el rey Borbón. Sin embargo, poco después de zarpar del puerto de Barcelona es reconocido por el capitán del barco, el cual asustado lo retorna a la costa. Se esconde en la montaña de Montjuic, a la espera de un segundo barco, pero es delatado y, junto con sus compañeros, es hecho prisionero el 22 de marzo de 1715.
José Moragues fue juzgado, torturado y ejecutado el 27 de mayo de 1715. Se le retiran públicamente todos los honores militares, se le descalza y se le viste con una camisa de penitente y es arrastrado por un caballo a través de las calles de Barcelona hasta llegar al patíbulo donde es degollado, decapitado y descuartizado. Su cabeza, como escarnio, fue expuesta en una jaula de hierro que se colgó en la Puerta del Mar de la muralla de Barcelona, con una inscripción que decía:
José Moragues, por haber cometido el crimen de una rebelión contumaz, haber abusado dos veces de la clemencia real, finalmente, la tercera vez, fue preso y ejecutado por la justicia.
A pesar de los ruegos de su viuda, la jaula permaneció allí doce años.
José Moragues es recordado como uno de los más importantes defensores de la causa austracista en la Guerra de Sucesión Española, y hay quien lo considera como un héroe y mártir de Cataluña. Hoy en día es un símbolo de catalanidad para mucha gente. En 1991 el pueblo de San Hilario Sacalm le nombró Hijo Ilustre y erigió el actual monumento que se puede ver a la plaza José Moragues, obra del escultor Domènec Fita. Junto con Rafael Casanova, recibe diferentes homenajes y ofrendas florales durante el Día Once de Septiembre en todas las ciudades catalanas.